# Brian Cowen
Brian Cowen — på irsk Brian Ó Comhain — (født 19. januar 1960) er en irsk politiker fra partiet Fianna Fáil, der var Irlands taoiseach fra maj 2008 til marts 2011.